# Hans Henrik Voetmann
Hans Henrik Voetmann (født 15. juni 1950) er en dansk skuespiller.
Voetmann er uddannet fra Skuespillerskolen ved Aarhus Teater i 1973 og har derefter været ansat ved Aarhus Teater, Det Kongelige Teater, Bådteatret m.m.

## Filmografi
- Try To Remember (1984)
- Mord i mørket (1986)
- Venner for altid (1987)
- Mord i Paradis (1988)
- Christian (1989)
- Høfeber (1991)
- Det forsømte forår (1993)
- Carmen og Babyface (1995)
- Portland (1996)
- Nattens engel (1998)
- Klinkevals (1999)
- Et rigtigt menneske (2001)
- Slim Slam Slum (2002)
- Kongekabale (2004)
- Råzone (2006)
- To Verdener (2008)

### Tv-serier
- Da Lotte blev usynlig (1987)
- Strenge tider (1994)
- Strisser på Samsø (1997-1998)
- Ved Stillebækken (1999-1999)
- Rejseholdet (2000-2003)
- Hvor svært kan det være (2001)
- Langt fra Las Vegas (2001-2003)
- Nikolaj og Julie (2002-2003)
- Nynne (2006)
- Sommer (2008)
- Lærkevej (2009-2010)